# Funny Girl (Laura Rizzotto)
Funny Girl è un singolo della cantante brasiliana naturalizzata lettone Laura Rizzotto, pubblicato il 6 dicembre 2017.
Scritto da Rizzotto stessa, il brano è stato selezionato per il Supernova 2018, processo di selezione lettone per l'Eurovision Song Contest. Dopo aver superato le selezioni online, ha avuto accesso allo show televisivo, ove si è esibita nella terza semifinale per poi accedere alla serata finale. Nella serata finale del programma è stata proclamata vincitrice del programma, avendo ottenuto il massimo dei punteggi da parte della giuria e del pubblico. Questo gli concede il diritto di rappresentare la Lettonia all'Eurovision Song Contest 2018, a Lisbona in Portogallo.
Il brano ha gareggiato nella seconda semifinale del 10 maggio 2018, competendo con altri 17 artisti per uno dei dieci posti nella finale del 12 maggio ma non riuscendo a qualificarsi, posizionandosi al dodicesimo posto con 106 punti.

## Composizione
Funny Girl è un brano pop ed electro-pop con chiare sonorità blues e jazz scritto interamente in lingua inglese e prodotto dalla Rizzotto stessa dalla durata di 3 minuti e 3 secondi. Ha una frequenza di 118 battiti per minuto. Si tratta di una ballata drammatica, ricca di sentimento, delicata e sensuale ornata con archi e caratterizzata da un potente, intensa ed efficace forza vocale della cantante più volte paragonata alle colonne sonore di film e serie cinematografiche come Cinquanta sfumature di grigio e James Bond. Laura ha deciso di prendere parte a Supernova 2018 proprio con questo brano poiché lei e la sua famiglia avevano già da tempo intenzione di visitare la Lettonia, in occasione delle celebrazioni del centenario della Repubblica di Lettonia, e per partecipare al Song and Dance Festival, organizzato ogni 5 anni, oltre alla possibilità di riabbracciare parenti che dal Brasile erano tornati nel loro paese natale. Facendo ricerche per il loro soggiorno a Riga, Laura si è imbattuta in una news riguardante Supernova, e ha pertanto deciso di inviare quello che allora era il suo ultimo pezzo originale, Funny Girl.
Il brano è stato registrato nel corso del 2017 nell'Esoteric Sound Studio di New York City, negli Stati Uniti, e sarà contenuto in Amber, il secondo dei tre extended play facenti parte di un nuovo progetto della musicista, intitolato Precious Stones ("pietre preziose"), come tributo alle sue origini baltiche e, in particolare, lettoni. Il processo di scrittura di Funny Girl è stato definito dalla cantante naturale e fluido e ha richiesto alla Rizzotto soltanto circa trenta minuti.
Attraverso il testo del brano, la cantautrice racconta della storia di una ragazza che si innamora del suo migliore amico. Ella lo fa sempre sorridere, ma cela i suoi reali sentimenti, il suo grande segreto, fino a quando non decide di aprirsi con l'amato. Sfortunatamente, la confessione arriva troppo tardi poiché lui è già impegnato e non riesce a vederla come nient'altro che una semplice amica, una “funny girl”, una "ragazza divertente", appunto.
Riguardo al brano, durante un'intervista, Laura Rizzotto ha spiegato che il messaggio dietro la canzone è di essere coraggiosi e accettare la vulnerabilità. Ella infatti incita l'ascoltatore a non lasciare che la paura del rifiuto gli impedisca di esprimere i suoi veri sentimenti e di muoversi ed essere il protagonista della propria storia e non un individuo che osserva costantemente la vita dall'esterno. Secondo il suo parere, prendere rischi fa parte dell'arte di vivere una vita compiuta, quindi ritiene necessario per il proprio bene trasformare la paura in coraggio e rendere la propria esistenza entusiasmante. Laura sente infatti che tutti provano emozioni difficili da descrivere, che ci rendono invisibili agli altri che non hanno la minima idea delle nostre emozioni nascoste. A suo avviso,  la musica è uno strumento potente che può essere usato per esprimere sentimenti che spesso non riveliamo a nessuno e teniamo esclusivamente per noi stessi.

## Il video musicale
Il 5 dicembre 2017, data concomitante con il giorno di pubblicazione del singolo, sul canale ufficiale YouTube di Laura Rizzotto è stato caricato il lyric video di Funny Girl. Il video è stato registrato all'interno di una stanza interamente di colore bianco con delle finestre dai vetri opachi davanti a una delle quali è posizionato uno sgabello anch'esso bianco e vede Laura cantare sulle note del brano mentre il testo viene illustrato con un carattere giallo.
Successivamente, prima dell'inizio di Supernova 2018, il 23 gennaio 2018, viene pubblicato, attraverso il canale ufficiale della cantante, il videoclip musicale del brano diretto, registrato e montato da uno staff composto dal franco-venezuelano Anthony James Faure, Carolina Lara, Kevin Chiu, Sarah N. A. e Kevin Chiu. Dell'abbigliamento, della coreografia e del make-up della cantante nel video sono invece stati incaricati rispettivamente Victoria Toni, Fernando Salazar e Risa Miyamoto. Il 10 marzo 2018 il video è poi stato caricato anche sul canale YouTube dello Eurovision Song Contest.
Come dichiarato dalla Rizzotto stessa durante un'intervista con Eurovisionary, l'obbiettivo del video era di mettere in evidenza il contrasto tra due stati interni della ragazza di cui racconta il brano: ritrarla vulnerabile, fragile, sopraffatta dai sentimenti ed incapace di esprimere ciò che prova, e caratterizzarla come nient'altro che un divertimento, una "funny girl", come viene percepita dal suo interesse amoroso. Difatti, la cantautrice voleva esplorare in tal modo questa frequente differenza tra la percezione che un individuo ha di sé e la percezione che coloro che lo circondano hanno di quell'individuo. Quest'idea è stata ispirata da due noti e significativi personaggi: l'Harlequin (l'Alrecchino), il servitore comico il cui compito fondamentale consiste nell'intrattenere gli altri, e il Joker, il quale ha la funzione di "wild card" nella maggior parte dei giochi di carte. Infatti, l'Harlequin viene spesso considerato un folle e rappresenta la drammatica figura di un clown infelice e, come la "funny girl", soggetta ad un conflitto interno, è un divertimento. Il Joker è invece costantemente sottovalutato, proprio come la "ragazza divertente" e, nonostante l'aspetto di clown apparentemente sciocco e ridicolo, si può rivelare un personaggio straordinariamente forte e unico nel suo genere, dotato dell'abilità di stravolgere ed influenzare il gioco in maniere inaspettate ed imprevedibili.

## Promozione
Il 21 dicembre 2017 Laura è stata ospite nel corso del programma radiofonico e televisivo lettone Dod Pieci 2017, dove ha esibito via FaceTime una versione al pianoforte di Funny Girl e il noto brano natalizio Silent Night.
Il 25 febbraio 2018, la giornata seguente alla vittoria di Laura a Supernova 2018, la donna è apparsa ad un talk show lettone, Rīta Panorāma, nel corso del quale ha preso parte ad un'intervista ed ha promesso di fare tutto ciò che è in suo potere per rendere i lettoni orgogliosi della sua esibizione all'Eurovision.
Nei mesi precedenti all'Eurovision Laura ha visitato varie nazioni europee per promuovere la sua canzone. Il primo evento a cui ha preso parte è stato il Eurovision Pre-Party Riga, che ha avuto luogo a Riga, capitale del suo paese, la Lettonia, presso il Crystal Club il 24 marzo 2018, dove si è esibita insieme ai rappresentanti della Lituania, della Moldavia e della Repubblica Ceca e anche al connazionale Markus Riva e alla cantante Amber Bondin (Malta 2015) e ha eseguito Funny Girl, una serie di altri suoi brani tratti dall'EP Ruby e dai suoi album ed una cover di Shape of You di Ed Sheeran. Lo spettacolo musicale, condotto da Roberto Meloni (rappresentante della Lettonia all'Eurovision Song Contest 2007 e 2008) ha dato inizio alla stagione dei pre-party dello Eurovision 2018.
Laura ha preso poi parte anche ad Israel Calling 2018, la terza edizione dell'evento più lungo che anticipa l'ESC, che si è tenuta dall'8 all'11 aprile 2018 nei pressi di Rabin Square, nel centro di Tel Aviv, ed è stata condotta da Galit Gutman. Hanno partecipato inoltre Dana International (Vincitrice dell'Eurovision Song Contest 1998 e rappresentante d'Israele all'Eurovision Song Contest 2011) e Izhar Cohen (vincitore dell'Eurovision Song Contest 1978 e rappresentante d'Israele all'Eurovision Song Contest 1985).
La rappresentante lettone ha fatto promozione di Funny Girl anche alla decima edizione dell'olandese Eurovision in Concert, tenutasi il 14 aprile 2018 all'AFAS LIVE di Amsterdam, condotta da Cornald Maas ed Edsilia Rombley (rappresentante dei Paesi Bassi all'Eurovision Song Contest 1998 e 2007).
Laura si è esibita successivamente all'Eurovision Pre-Party Spain 2018 durante il secondo giorno della manifestazione musicale, il 21 aprile, avvenuta in Spagna presso la Sala La Riviera di Madrid, condotta da Soraya Arnelas (rappresentante della Spagna all'Eurovision Song Contest 2009). All'evento ha partecipato inoltre Lucía Pérez (rappresentante della Spagna all'Eurovision Song Contest 2011).
Una delle ultime esecuzione di Funny Girl prima della seconda semi-finale dell'Eurovision si è infine svolta presso l'Eurovision Village, aperto a tutti a Terreiro do Paço dalle 21:30 del fuso orario locale del 4 maggio fino al giorno della "grand final".

## Supernova 2018
Tra il 6 settembre 2017 e il 15 ottobre 2017 Laura Rizzotto ha inviato uno dei suoi brani, Funny Girl, all'emittente televisiva lettone Latvijas Televīzija (LTV) per prendere parte a Supernova 2018, ritornato per la sua quarta edizione, e alla selezione dei brani che avrebbero potuto competere per rappresentare la Lettonia all'Eurovision Song Contest 2018. Una giuria di esperti di musica nominati da LTV ha valutato le canzoni presentate e selezionato gli artisti e i brani che avrebbero partecipato agli spettacoli televisivi. Sono state presentate 93 candidature e 63 sono state selezionate per procedere alla fase di votazione online. LTV ha introdotto un sistema di votazione online per gli utenti di Internet in modo che la giuria potesse prendere in considerazione l'opinione del pubblico. Dal 18 ottobre 2017 al 29 ottobre 2017, gli utenti di Internet hanno potuto ascoltare dei frammenti dei 63 brani e valutarli selezionando l'opzione "Mi piace" o "Non mi piace" per ciascuno di essi mentre gli artisti rimanevano anonimi. La giuria ha quindi selezionato 30 delle 63 canzoni totali, prendendo in considerazione i risultati del voto online, per procedere all'audizione dal vivo; Le audizioni di fronte alla giuria si sono svolte il 5 novembre 2017 all'Alfa Park di Riga. La giuria era composta dal produttore Supernova Ilze Jansone, dal produttore musicale DJ Rudd, dal conduttore Toms Grēviņš e dalla cantante jazz Jolanta Gulbe. Gli artisti e i brani selezionati sono stati determinati dal 9 novembre 2017. Gli artisti e le canzoni concorrenti sono stati annunciati il 6 dicembre 2017 e tra questi vi era proprio Funny Girl.
La Rizzotto ha gareggiato nella terza semi-finale del programma televisivo il 17 febbraio 2018, esibendo il proprio pezzo, e al termine della serata si è rivelata uno dei due artisti ad essersi qualificati per la finale della competizione musicale. Laura è stata tra l'altro l'unica semi-finalista a classificarsi al primo posto sia nei risultati del televoto che delle giurie nella propria "heat". La finale si è svolta il 24 febbraio 2018. Le otto canzoni che si erano qualificate sono state esibite e tra queste una combinazione di voti una giuria di professionisti della musica e del pubblico lettone ha decretato Funny Girl di Laura Rizzotto la vincitrice. Difatti, Laura ha ricevuto il maggior numero di punti da parte delle giurie, dei televotanti e anche di coloro che hanno sostenuto il proprio favorito tramite internet da tutto il mondo, sorpassando la grande favorita MADARA con Esamība, la band Sudden Lights con Just Fine e il noto Markus Riva con This Time, ma si è classificata terza nella classifica stabilita in base alla quantità di riproduzioni ottenute su Spotify.

### Terza Semifinale
| Ordine | Artista        | Brano               | Televoto | Giuria | Voti via internet | Riproduzioni su Spotify | Totale | Risultato | Classifica |
| ------ | -------------- | ------------------- | -------- | ------ | ----------------- | ----------------------- | ------ | --------- | ---------- |
| 1      | Jenny May      | Soledad             | 211      | 7      | 227               | 12%                     | 13     | Eliminato | 7          |
| 2      | Ed Rallidae    | What I Had with You | 211      | 5      | 323               | 17%                     | 8      | Eliminato | 4          |
| 3      | Katrine Lukins | Running Red Lights  | 96       | 6      | 244               | 16%                     | 11     | Eliminato | 6          |
| 4      | Lauris Valters | Lovers Bliss        | 254      | 2      | 369               | 12%                     | 6      | Avanzato  | 2          |
| 5      | MIONIA         | You                 | 145      | 3      | 141               | 14%                     | 10     | Eliminato | 5          |
| 6      | Kris & Oz      | Morning Flight      | 316      | 4      | 463               | 14%                     | 6      | Eliminato | 3          |
| 7      | Laura Rizzotto | Funny Girl          | 1234     | 1      | 2536              | 15%                     | 2      | Avanzato  | 1          |

### Finale
| Ordine | Artista        | Brano           | Televoto | Giuria | Voti via internet | Riproduzioni su Spotify | Totale | Classifica |
| ------ | -------------- | --------------- | -------- | ------ | ----------------- | ----------------------- | ------ | ---------- |
| 1      | Sudden Lights  | Just Fine       | 1563     | 2      | 2357              | 28%                     | 4      | 2          |
| 2      | Ritvars        | Who's Counting? | 488      | 4      | 490               | 11%                     | 10     | 4          |
| 3      | MADARA         | Esamība         | 1490     | 3      | 2785              | 18%                     | 7      | 3          |
| 4      | Liene Greifane | Walk the Talk   | 398      | 8      | 800               | 7%                      | 13     | 7          |
| 5      | Lauris Valters | Lovers Bliss    | 285      | 6      | 366               | 5%                      | 14     | 8          |
| 6      | Edgars Kreilis | Younger Days    | 413      | 5      | 781               | 9%                      | 12     | 6          |
| 7      | Laura Rizzotto | Funny Girl      | 2956     | 1      | 5172              | 12%                     | 2      | 1          |
| 8      | Markus Riva    | This Time       | 2321     | 7      | 2839              | 10%                     | 10     | 5          |

## Partecipazione all'Eurovision Song Contest
L'Eurovision Song Contest 2018 si è svolto all'Atlice Arena di Lisbona, in Portogallo e è consistito in due semifinali, l'8 e il 10 maggio, e la finale il 12 maggio 2018. In base alle regole dell'Eurovision, per ogni paese, tranne il paese ospitante e i "Big 5" (Francia, Germania, Italia, Spagna e Regno Unito), è necessario qualificarsi da una delle due semifinali per competere nella finale; i primi dieci paesi con i risultati migliori di ogni semifinale passano alla finale. Il 3 aprile 2018, è stato annunciato che Funny Girl avrebbe gareggiato nella seconda semifinale della prestigiosa manifestazione musicale. Il brano ha segnato il dodicesimo anno della Lettonia nello Eurovision, avendo il paese debuttato nell'edizione del 2000 con il terzo posto ottenuto dai Brainstorm con My Star e ha seguito i Triana Park con la loro canzone Line, i quali si erano inaspettatamente posizionati ultimi nella prima semifinale e quindi soltanto quarantunesimi nella classifica totale dell'Eurovision 2017.

Laura Rizzotto ha preso parte alle due prove tecniche sul palco dell'Eurovision il 2 e il 5 maggio 2018, seguite da tre prove di costume, due avvenute il 9 e l'altra il 10 maggio. Nel corso della prima prova tecnica si è verificato un malfunzionamento al microfono, riportato dalla Rizzotto stessa al termine della performance, che è stato risolto per la seconda prova tecnica. Alla prova del 9 maggio hanno assistito le giurie di tutte le nazioni votanti nella seconda semifinale e alla fine del "jury show" hanno stilato le loro classifiche e assegnato i propri punti. La Lettonia è stata il primo ad essere chiamato dei dieci finti paesi qualificati per la finale rivelati da Sílvia Alberto e Daniela Ruah come parte della prova generale.

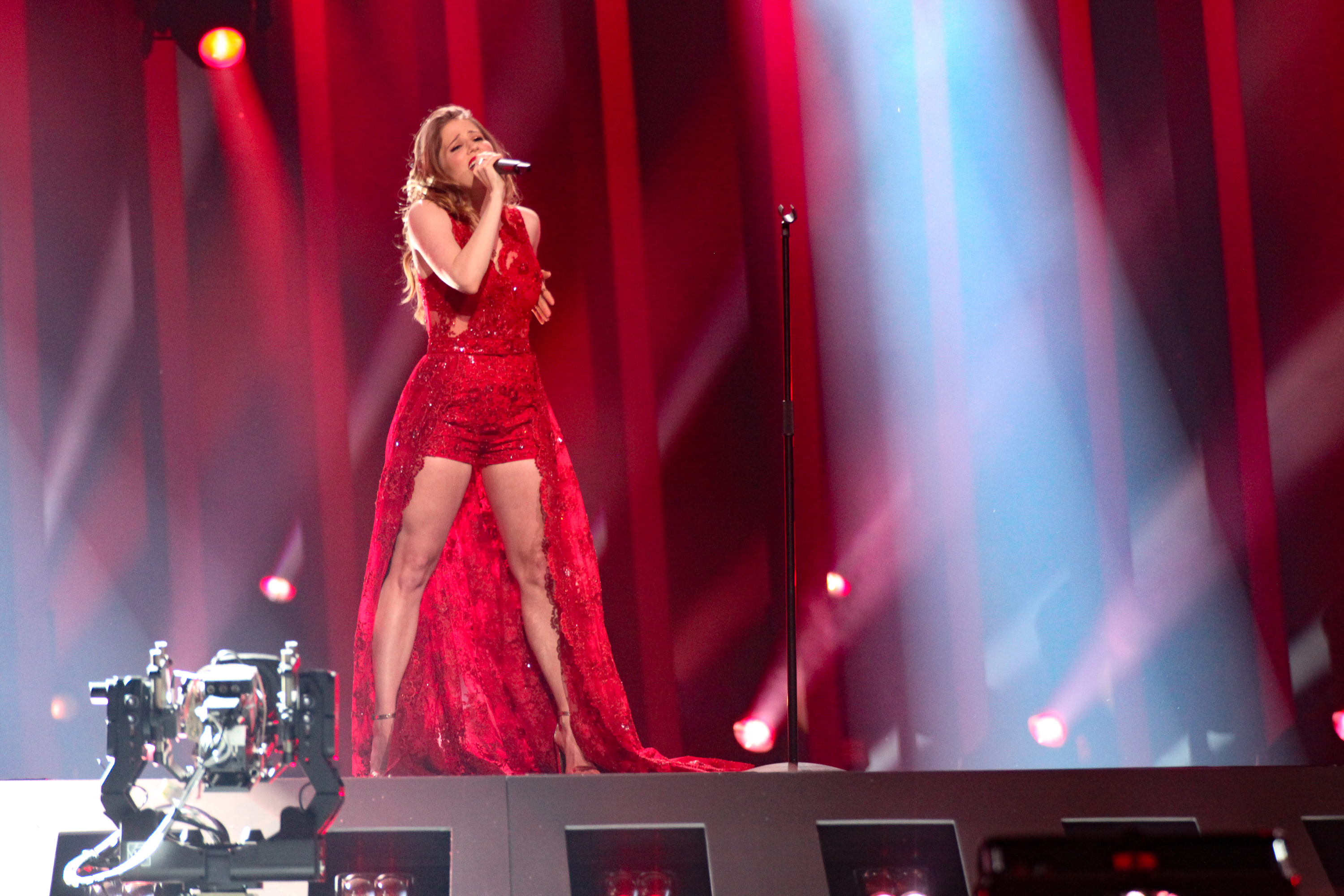
Laura Rizzotto si esibisce all'Eurovision Song Contest durante una prova prima della seconda semi-finale

Il 10 maggio Laura, che indossava un vestito di pizzo rosso con uno strascico attaccato creato appositamente per lei dalla marca di abbigliamento Baronessa, un abito differente da quello da lei messo in occasione della finale di Supernova, si è esibita sul palco dell'Atlice Arena a Lisbona per quattordicesima, preceduta dall'Ungheria e seguita dalla Svezia. La performance vede Laura eseguire da sola Funny Girl in uno scenario in cui il colore assolutamente dominante è il rosso e su una piattaforma posta in una posizione abbassata per creare una sensazione più intima. Nel corso dell'esibizione vengono effettuate un totale di novantanove inquadrature da parte dei cameraman e viene fatto un grande uso delle luci e dei riflettori. Inoltre, durante l'esibizione Laura esegue più volte quella che in seguito alla performance a Supernova 2018 era stata consacrata come la sua mossa distintiva, il cosiddetto hair flip, un movimento che consiste nel gettare indietro i capelli. Per realizzare l'indumento per Laura Rizzotto sono stati utilizzati 11 metri di pizzo francese, che per quattro settimane sono stati lavorati manualmente da quattro esperti della moda allo stesso tempo. Riguardo all'idea dietro la performance e al vestito, la cantautrice ha affermato: "sono da sola sul palco, ma dipende davvero da cosa una canzone ha bisogno. Quando penso a come ho scritto la canzone e la storia che ha, volevo che parlasse dell'emozione di quel viaggio. È una canzone introspettiva che parla di una ragazza che tiene segrete tutte queste emozioni e ora le lascia uscire. Non richiede più persone sul palco". Ha anche aggiunto che il colore rosso le piace molto e la fa sentire più potente e che il suo vestito rappresenta il dramma, la passione e la sicurezza e che apprezza il modo in cui indossarlo la fa sentire.
Il sito A Bit of Pop Music ha elogiato il brano e la performance di Laura all'Eurovision, definendo Funny Girl come "una canzone pop moderna, midtempo con influenze jazz, che non suonerebbe fuori posto nella colonna sonora di Fifty Shades of Grey o anche di James Bond", aggiungendo che "Il dramma è reale sia nella strumentazione che nel testo" e che "Laura è una stupenda "Lady in Red" sul palco e lavora con disinvoltura attraverso la performance. Si fa valere dal punto di vista vocale, flirta con la fotocamera e riesce a mantenere almeno gli occhi e le orecchie concentrati su di lei per tutti e tre i minuti.". William Lee Adams di Wiwibloggs ha asserito che Laura «arde di passione e scivola attraverso la sua performance, offrendo un sex appeal senza soste in mezzo a un mare di rosso» e che «Si definisce una "ragazza divertente", ma qui nessuno ride» poiché «sono troppo occupati ad ammirare la bellezza delle luci, il suo vestito e la sua voce».
Il fallimento di Laura di raggiungere la finale era stato già predetto dalle sale scommesse, che negli ultimi giorni prima del contest avevano sorprendentemente posto in media la Lettonia quattordicesima nelle loro classifiche della seconda semifinale, mentre fino alla settimana precedente la musicista si trovava ancora tra i primi dieci paesi.
Laura ha ricevuto l'approvazione delle giurie internazionali, che hanno premiato la canzone e la presenza scenica della donna, collocandola sesta nella propria classifica con 92 punti, tuttavia non è riuscita ad ottenere l'apprezzamento da parte dei televotanti, che invece l'hanno piazzata soltanto quindicesima con 14 punti. La cantautrice non ha conseguentemente raggiunto il numero di punti necessario per qualificarsi, posizionandosi dodicesima ad una distanza di soli cinque punti dall'Ungheria, l'ultimo paese qualificatosi per la finale del festival, e totalizzando 106 punti. Al termine della votazione, Laura è risultata la seconda preferita dalle giurie della Germania, della Francia e dell'Ucraina e la terza da quelle della Georgia, paese nella quale è stata anche la quarta più televotata. Nelle classifiche dettagliate del televoto dei vari paesi, la Lettonia ha mancato la possibilità di ricevere punti soltanto per una posizione ben cinque volte, venendo posta undicesima dall'Australia, dall'Ungheria, dalla Serbia, dalla Svezia ed infine dai Paesi Bassi. Gli unici paesi da cui la Lettonia non è stata piazzata tra i primi dieci paesi preferiti della semifinale né dagli esperti delle giurie né dal televoto sono stati l'Italia, la Russia, la Slovenia e Montenegro. La giuria e il televoto italiano hanno rispettivamente piazzato Laura tredicesima e sedicesima e pertanto non hanno dato punti alla Lettonia, che dal paese ha ottenuto il suo peggior posizionamento nel televoto. In Montenegro la Lettonia si è classificata quindicesima sia nel televoto che nella top 10 delle giurie. Da parte della Slovenia a Funny Girl non è stato assegnato alcun punto poiché Laura è risultata l'undicesima preferita dalle giurie e la tredicesima dal televoto. Un risultato simile si è avuto anche in Russia, dove la Lettonia si è rivelata la dodicesima più apprezzata da entrambi il televoto e le giurie di esperti di musica. Diversamente dai risultati delle votazioni delle giurie, quella di Laura è stata la quattordicesima preferita dagli spettatori provenienti dalla Germania e dalla Francia, che avevano premiato il brano con i loro dieci punti nell'altra classifica, mentre si è classificata tredicesima nel televoto in Moldavia, in Romania e a San Marino.
In base al criterio della differenza tra i punteggi di un paese non qualificatosi per la finale e quelli di uno qualificatosi, divisi per il massimo punteggio possibile che una canzone avrebbe potuto ottenere nella semifinale, Funny Girl è risultato l'undicesimo brano più vicino alla qualificazione nell'Eurovision dal 2004 al 2018.

### Punti ottenuti
| Seconda semifinale       | Seconda semifinale             | Seconda semifinale  | Seconda semifinale                                      | Seconda semifinale |
| Televoto                 | Televoto                       | Televoto            | Televoto                                                | Televoto           |
| 12 punti                 | 10 punti                       | 8 punti             | 7 punti                                                 | 6 punti            |
| ------------------------ | ------------------------------ | ------------------- | ------------------------------------------------------- | ------------------ |
|                          |                                |                     | - Georgia                                               | Austria            |
| 5 punti                  | 4 punti                        | 3 punti             | 2 punti                                                 | 1 punto            |
|                          | - Polonia                      |                     | - Danimarca                                             | - Ucraina          |
| Giurie                   |                                |                     |                                                         |                    |
| 12 punti                 | 10 punti                       | 8 punti             | 7 punti                                                 | 6 punti            |
|                          | - Germania - Francia - Ucraina | - Georgia           | - Danimarca - Norvegia - Paesi Bassi - Polonia - Svezia |                    |
| 5 punti                  | 4 punti                        | 3 punti             | 2 punti                                                 | 1 punto            |
| - Australia - San Marino |                                | - Moldavia - Serbia | - Ungheria                                              | - Romania          |

## Accoglienza
Funny Girl ha ricevuto sia consensi che aspre critiche da parte dei critici. Il sito web Wolf In a Suit ha elogiato il brano sostenendo che «La talentuosa artista crea una storia d'amore, un'angoscia che porta a un finale che è nell'aria e solo la nostra immaginazione può indovinare e sperare in uno. La sua voce accarezza la perfezione mentre i testi dipingono davvero un'immagine e siamo ipnotizzati dal paesaggio sonoro che viene creato assicurando perciò che venga creata della magia. [...] È un po' come una tragedia romantica moderna o una commedia o qualsiasi cosa il tuo cuore crei da essa».
Secondo Fierce & Fabulous Revolution, «le caratteristiche eleganti e profonde della voce di Laura mettono in evidenza le emozioni crude del testo della canzone, e aiutano davvero a mostrare non solo la sua bella voce, ma anche la sua incredibile vocazione per la scrittura».
The Daily Telegraph l'ha posizionata soltanto 31ª nella sua Top 43 dei brani dell'Eurovision, pubblicata il 9 maggio, descrivendo Funny Girl come «una canzone sensuale e blues che sembra pesantemente ispirata sia ai recenti brani di James Bond che alla colonna sonora di "50 sfumature", Funny Girl pare stranamente sicura e contenuta dagli standard dello Eurovision, che potrebbero essere ben esposti sul palco dello Eurovision».
Invece, Eurovision In ha criticato il brano, ritenendo che Funny Girl abbia i suoi meriti ma non sia esente da errori in quanto il primo luogo il ritornello può risultare noioso e ripetitivo, e Laura non riesce neanche a compensare con un messaggio dato che quello della canzone non è uno di forza.
In una recensione su eCineamaOne ha definito Funny Girl «liricamente vicino al classico Jolene di Dolly Parton, ma con il fuoco e la passione che solitamente si trovano in Lady Gaga o Beyoncé e il cantato è più in linea con Celine Dion o Gloria Estefan». L'autore del pezzo ha inoltre asserito che «un accordo di pubblicazione degli Stati Uniti potrebbe portare facilmente questa canzone alle classifiche, poiché si adatta alla perfezione all'attuale suono radiofonico contemporaneo».

## Tracce
Download digitale
1. Funny Girl – 3:03

## Formazione
- Laura Rizzotto – autore, voce
- Pablo San Martin – produttore, registrazione e mixing
- Billy Pallis – tecnico mixing
- Alex Psaroudakis – masterizzazione